# Marin Zaninović
Marin Zaninović (Velo Grablje na Hvaru, 18. siječnja 1930. – Zagreb, 2. prosinca 2022.) bio je hrvatski arheolog.

## Životopis
Nakon osnovne škole pohađao je bolsku, a zatim Klasičnu gimnaziju u Splitu. Upisuje arheologiju na Filozofskom fakultetu u Zagrebu, gdje je diplomirao 1955. a asistentom za antičku arheologiju tadašnjeg Odsjeka za arheologiju Filozofskog fakulteta postaje 1957. Disertacijom "lirsko pleme Delmati i njihova uloga u antičkom Iliriku" 1965. stiče doktorat na istom fakultetu. Docentom postaje 1966., a izvanrednim profesorom 1974. da bi 1978. postao redovni profesor antičke provincijalne i ranokršćanske arheologije. Umirovljen je 2000. Počasni je član Hrvatskog arheološkog društva.
Zaninović je osim zagrebačkom Filozofskom fakultetu predavao i na drugim visokoškolskim ustanovama. Tako je od 1968. do 1969. bio gostujući profesor Filozofskog fakulteta Sveučilišta u Ljubljani. Na Odjelu za istraživanje rimske povijesti Sveučilišta humanističkih znanosti (Université des Sciences Humaines) u Strasbourgu sudjelovao je u nastavi 1990., a 1995. je predavao na poslijediplomskom studiju Sveučilišta u Padovi (Istituto di Archeologia e Storia Antica).
Bavio se arheološkim rekognosciranjem i topografskim istraživanjem obale i otoka južne Hrvatske te jugozapadne Bosne i Hercegovine. Značajno je njegovo otkriće grčka zemljišna podjela Starigradskog polja te Visa. Za svoj rad i doprinos hrvatskoj arheologiji nagrađen je brojnim priznanjima, između ostaloga:
- Nagrada Hrvatskoga arheološkog društva Don Frane Bulić za životno djelo u arheološkoj struci i radu Društva (2003.),
- Nagrada grada Hvara za životno djelo za polustoljetni znanstveni i pedagoški rad te istraživanje arheologije i povijesti grada i otoka Hvara (2004.),
- Nagrada Hrvatskoga državnog sabora za životno djelo i cjelokupni znanstvenoistraživački rad u području humanističkih znanosti (2008.),
- Nagrada INA-e (Industrije nafte) za promicanje hrvatske kulture u inozemstvu za godinu 2007. za knjigu Kroatien in der Antike (2008.),
- Nagrada Hrvatskoga arheološkog društva Josip Brunšmid za suradnju na knjizi Kroatien in der Antike (2009.).

Za osobite zasluge u znanosti odlikovan je odlikovanjem Reda Danice hrvatske s likom Ruđera Boškovića.

## Izbor iz djela
- O naseljenosti otoka Hvara u antičko doba (objavljeno 1966. u časopisu Vjesnik za arheologiju i historiju dalmatinsku)
- Tri antička reljefa s otoka Hvara (objavljeno 1966. u časopisu Opuscula archaeologica)
- Ilirsko pleme Delmati (objavljeno 1967. u Godišnjaku ANUBiH)
- Grčka podjela zemljišta na Farosu / Greek Land Division at Pharos (objavljeno 1981. u Archaeologia Iugoslavica)
- Liburnia militaris (objavljeno 1988. u časopisu Opuscula archaeologica)
- Od Helena do Hrvata (1996.)
- Ilirsko pleme Delmati (2007.)
- Hrid u moru Hvar (2019.)